# Provolution

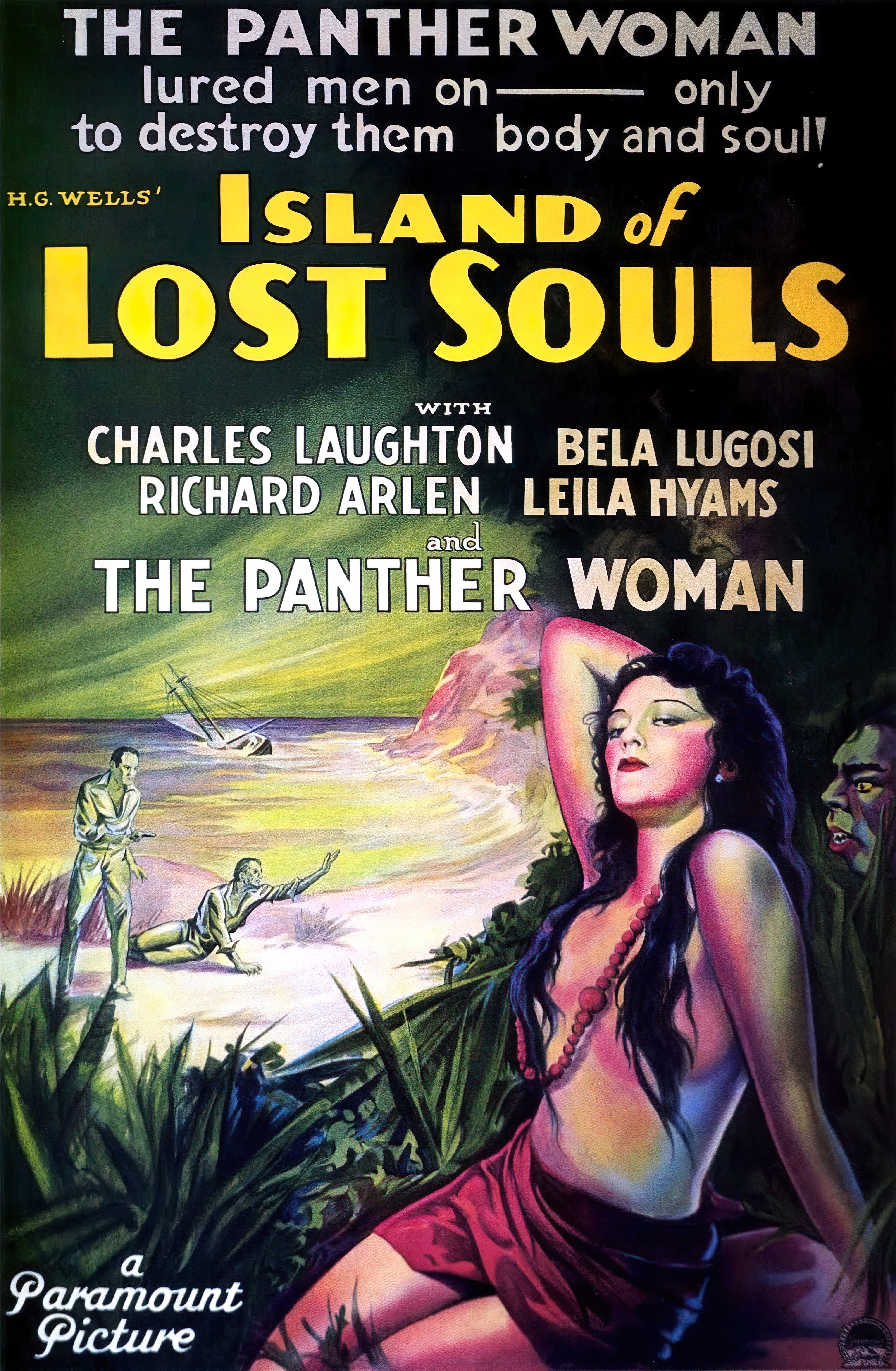
Affiche pour "Island of Lost Souls" (1933)

La provolution (contraction d’évolution proactive et traduction de l’anglais provolve), plus connue sous son appellation anglaise d’uplift, est une forme encore fictive d’évolution. 
Contrairement à l'évolution naturelle où les organismes se modifient au fil du temps, la provolution est une forme d'évolution proactive impliquant une espèce qui décide d'en améliorer une autre en lui apportant des modifications jugées avantageuses. Ce concept peut être vu comme une extension du transhumanisme (voir philosophie transhumaniste) à d'autres espèces. La notion d'humanisation d'individus d'autres espèces ou d'animalisation d'humains a été traité lors d'une conférence en 2011 par un intervenant se présentant sous le pseudonyme de "prof. Théodose".

## Apparition dans la science-fiction
Le concept a été popularisé par le cycle de science-fiction de l’Élévation de David Brin, ou Demain les chiens de Clifford D. Simak mais que l’on peut faire remonter jusqu’à L'Île du docteur Moreau. Les Cavaliers des Slrodes apparaissant dans Un feu sur l'abîme de Vernor Vinge sont un autre exemple d'espèce "élevée" par une autre.
Le film de la planète des singes : Les Origines de la saga La planète des singes donne l'exemple d'une provolution accidentelle subit par le singe du fait d'expérimentations génétiques faites par l'Homme dans le cadre de recherches médicales.

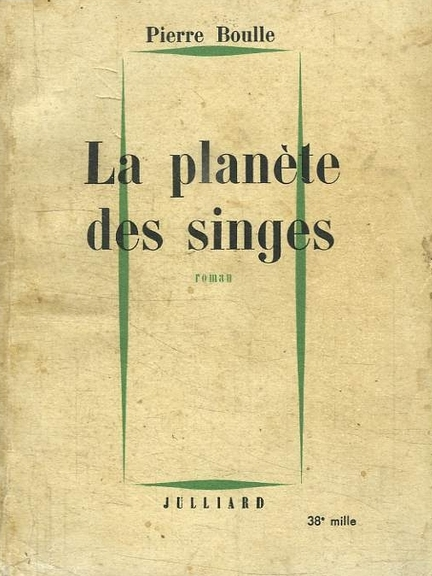
Couverture du livre "La Planète des Singes", dans lequel apparaît le sujet de la provolution.

## Éthique et enjeux
Le courant transbiologiste, d'origine plus récente, idéologiquement proche du transhumanisme et de l'antispecisme, fait du concept de maitrise de la génétique du vivant et du contrôle proactif de l'évolution un des piliers majeurs de son discours : les recherches dans le but d'augmenter les capacités cognitives et physiques des espèces conscientes ainsi que la recherche active de l'abolition de la souffrance, causée par exemple, par la prédation, sont vues comme non seulement éthiquement acceptables, mais surtout importantes à mener ; en parallèle avec l'augmentation des humains par adjonction de capacités non-humaines obtenus par l'étude du vivant.
| Intensité    | Exemple             |
| ------------ | ------------------- |
| Passive      | Évolution naturelle |
| Actif        | Transhumanisme      |
| Proactif     | Provolution         |
| Unificatrice | Transbiologisme     |